# Macramé

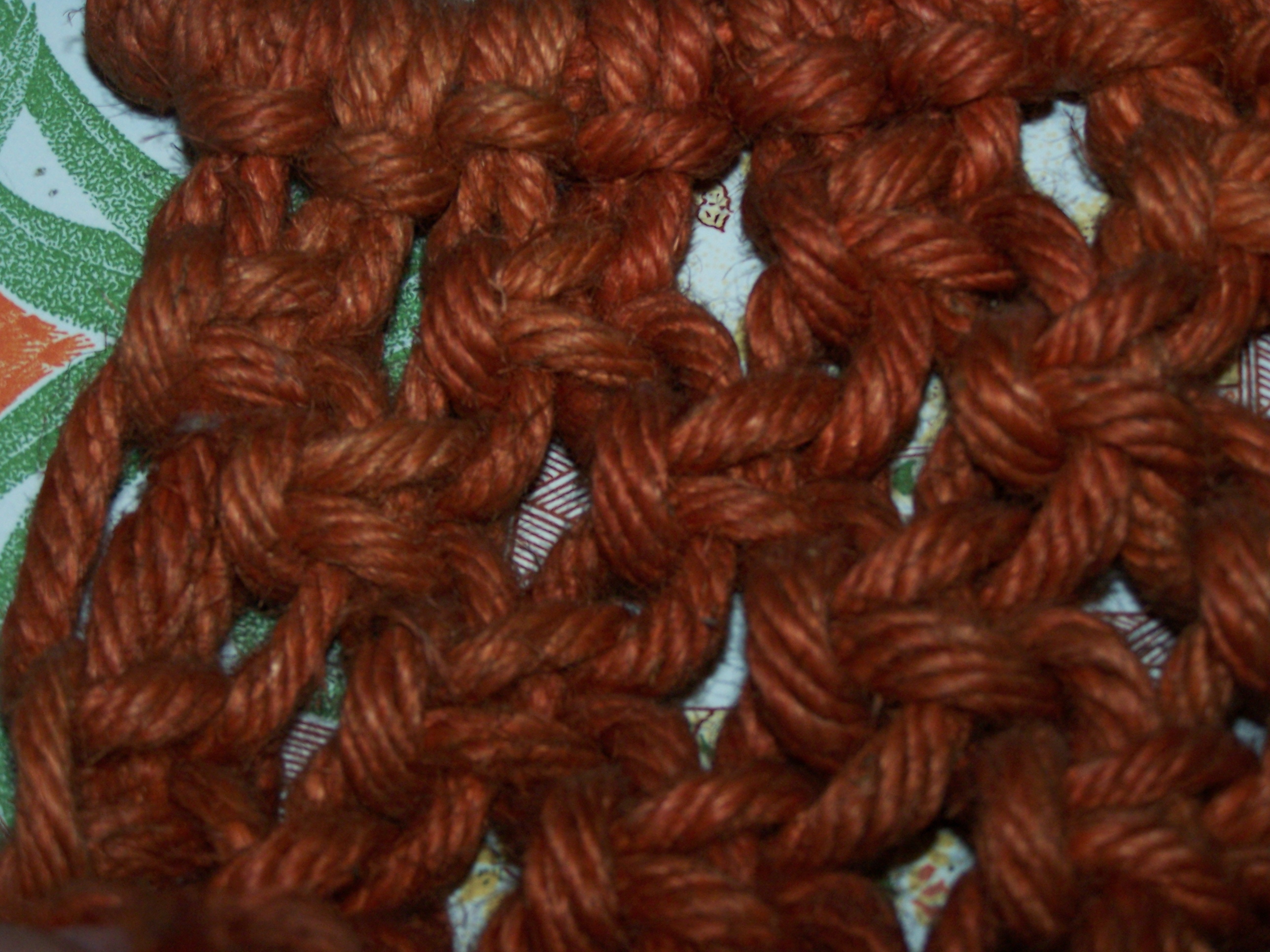
Mostra de macramé.

S'anomena macramé l'art de fer nusos decoratius amb cordills. Macramé és un mot d'origen àrab màhrama, (vell mocador) que va entrar al català via el francès que al seu torn el va manllevar de l'italià genovès.
És un art molt antic, puix que tan sols es fan servir les mans per a executar-lo. Pobles com els perses i els assiris (2300 aC) van utilitzar aquest art amb gran mestratge. Més tard, els àrabs el van portar a Europa i més tard els europeus a l'Amèrica, on els caribencs van fer servir la tècnica per confeccionar les seves típiques hamaques de nusos.
El macramé bàsic disposa de nombrosos nusos, entre els quals destaquen el nus pla i el nus en relleu, creant sanefes (llistes sobreposades o teixides) o trenes per a adornar bosses o teles, cossiols, llums, tapissos de paret i cortines. En el macramé actual, es poden trobar més de cinquanta nusos diferents.
Els materials necessaris per a fer una obra de macramé són el fil de teixir (sigui cotó, jute, lli, seda o altres fibres naturals) i una superfície en la qual mantenir el filam de l'obra (normalment, un bastó de fusta). Qualsevol fil de forta consistència és adequat per a fer llavors de macramé, però la tria és determinada per l'obra a realitzar. Els fils més utilitzats solen ser de cotó o seda. Pel que fa als materials necessaris per a mantenir els fils dependrà de l'obra desitjada. En general s'utilitza una barra fina.